# Phricanthes flexilineana
Phricanthes flexilineana es una especie de polilla de la familia Tortricidae

## Historia
Fue descrito por primera vez en 1863 por Francis Walker.

## Distribución
La especie se describió en Sri Lanka, el norte de Queensland en Australia y las Seychelles, pero tiene un rango mucho más amplio, que incluye Madagascar, India, Indonesia, Myanmar, Guinea Nueva, las Filipinas y Taiwán. También se distribuye ampliamente en las partes tropicales de América del Norte y del Sur.

## Alimentación
Se ha registrado que las larvas se alimentan de Tetracera volubilis, Dillenia indica y Davilla nitia.